# Congestione (reti)
In telecomunicazioni nelle reti (di trasporto, telefoniche, di calcolatori a commutazione di pacchetto) si ha congestione quando il traffico offerto alla rete è vicino o superiore alla capacità della rete. 
Questo comporta la formazione di code in vari punti della rete, in particolar modo nei nodi interni di commutazione, dove i veicoli (o i pacchetti) che attraversano la rete subiscono un ritardo aggiuntivo, che può arrivare ad essere la componente principale della durata del percorso. 

## Effetti
Una situazione di congestione può portare la rete a non potere smaltire una parte del traffico offerto in ingresso, ovvero a non fornire il suo servizio ad una parte dei suoi potenziali utenti. Questo può verificarsi in diversi modi a seconda del tipo di rete:
- in una rete di trasporto alcuni utenti possono rinunciare a mettersi in viaggio o tornare al punto di partenza una volta riscontrata la situazione di congestione.
- in una rete a commutazione di pacchetto alcuni pacchetti vengono semplicemente scartati, ovvero cancellati dalla memoria (buffer) dei commutatori che li hanno ricevuti ma non riescono a trasmetterli. Questo accade quando le code interne ai commutatori sono piene, e non c'è più spazio disponibile per memorizzare i pacchetti ricevuti.
- in una rete telefonica la rete può non riuscire a creare la comunicazione richiesta da un utente e questo viene segnalato con un apposito tono ("occupato di rete"). Questo fenomeno può ormai essere riscontrato solamente nelle reti di telefonia cellulare in occasione di grandi assembramenti di persone o nelle reti di paesi scarsamente sviluppati laddove la rete non è sufficientemente dimensionata sulle capacità di traffico richieste e in continuo aumento.

Le tecniche adottate per mitigare questo fenomeno nelle reti a pacchetto sono il Controllo della congestione per reti a commutazione di pacchetto oppure un adeguato dimensionamento degli apparati di rete.
In tali situazioni, nei nodi interni di commutazione, inoltre può essere necessario operare tecniche di supporto alla qualità di servizio (ad es. meccanismi di classificazione-priorità) per garantire pre-determinate prestazioni a determinate tipologie di traffico in ingresso come ad esempio il traffico real-time o tutti i servizi a qualità garantita per l'utente (es. IPTV).